# غصن الزيتون (رواية)
غصن الزيتون هي رواية من تأليف الكاتب والروائيّ المصريّ الراحل محمد عبد الحليم عبد الله تحوّلت إلى فيلم سينمائي في عام 1962 أخرجه السيد بدير وقام ببطولته أحمد مظهر وعمر الحريري وسعاد حسني.

## عن الرواية
يحكي المؤلّف قصّته في هذه الرواية على لسان الراوي، وهو أسلوب تميزت به الأعمال الأدبية لمحمد عبد الحليم عبد الله ولم يكن معهودًا لدى الكثير من معاصريه. ويميل أسلوب سرد القصة على لسان راوي لها إلى جعل الرواية أكثر صدقا وتأثيرا على القارئ، والراوي في حالة غُصن الزيتون هو بطل القصة وهو شاب في الخامسة والعشرين من عمره يعمل مدرسًا في مدرسة للبنات. تبدأ أحداث القصّة في عام 1945 عندما يقع الأستاذ عبده أفندي بطل القصة في حب فتاة جميلة وجذّابة تُدعى عطيّات وهي إحدى الطالبات بمدرسة البنات التي يعمل مُدرّسًا بها. ثُم يظهر في المدرسة زميل جديد في نفس عُمر عبده، وهو جمال أفندي الذي يتميز بالمرح وخفّة الظل والوسامة والجمال وبتأثيره الساحر على الطالبات المُراهقات كما أنّه يُحب التمثيل والكتابة فيُشارك بعض طالبات المدرسة ومن بينهم عطيات في أنشطة المسرح المدرسي. يتبادل المُدرسين في مدرسة البيانات أحاديثًا هامسة حول وجود علاقة غرامية بين زميلهم جمال أفندي وطالبته عطيات، وهو ما يشقى بسببه عبده ويتعذب كثيرًا. ثُم تأتي الفرصة لعبده على طبق من فضة حين ينتقل جمال أفندي للعمل بمدرسة أخرى ويحل عبده محل زميله لتبدأ عطيات في مُكاشفته بحبها له وتبادله الرسائل الغرامية فيتزوجها متغاضيًا عن الماضي. تتجدّد آلامه وصراعاته النفسية القديمة حين يعود جمال أفندي إلى المدرسة وتشتعل شكوكه حين يعاون جمال أفندي شقيق عطيات في الحصول على وظيفة مُستغلًا نفوذه وعلاقاته. تنقلب حياة الزوجين رأسا على عقب بعد عودة من حسبه عبده العشيق القديم لزوجته التي تحاول نفي ذلك بشده وإقناعه أنها لم تحب مدرسها جمال أفندي قط، تنهار الأسرة السعيدة شيئا فشيا وخاصة بعدما تمرض طفلتهما وتموت فيطلق عبده عطيات، وذات يوم يقرأ في الصحف أن عطيات قد قُتلت بعدة طعنات بالسكين على يد عشيق لها كان قد استأجر شقة لها. وسرعان ما تعود نفس عبده للهدوء عندما يتعرف على زميلة له تُدعى روحية تُبادله الحب ويعيشا معا بسلام.

## مقتطفات من الرواية
لا تجعلنا نحب من لا يحبوننا حتى لا تشقينا بالحب مرتين يا الهي

## روابط خارجية
- صفحة الكتاب على موقع جود ريدز
- صفحة الكتاب على موقع أبجد